# Championnat d'Écosse de football 1996-1997
Navigation
Édition précédente Édition suivante
La 100e édition du championnat d'Écosse de football est remportée par le Rangers Football Club. C’est son 47e titre de champion, son neuvième consécutif. Les Rangers l’emportent avec 5 points d’avance sur le Celtic FC. Le Dundee United complète le podium.
Le système de promotion/relégation reprend ses droits: descente et montée automatique pour le dernier de première division et le premier de deuxième division : Raith Rovers descend en deuxième division. Il est remplacé pour la saison 1997/98 par le Saint Johnstone.
Un match de barrage est organisé entre l’avant dernier de première division Hibernian FC et le deuxième de deuxième division, Airdrieonians. Hibernian l’emporte et garde sa place dans l’élite écossaise.
Avec 25 buts marqués en 36 matchs,  Jorge Cadete du Celtic Football Club remporte pour la première fois le titre de meilleur buteur du championnat.

## Les clubs de l'édition 1996-1997
| \| Aberdeen FC Glasgow · Celtic - Rangers Dundee · Dundee United-Dundee FC Édimbourg · Hibernian-Heart Motherwell FC Raith Rovers Dunfermline Athletic Kilmarnock FC \| Localisation des clubs engagés dans le championnat. |
| Aberdeen FC Glasgow · Celtic - Rangers Dundee · Dundee United-Dundee FC Édimbourg · Hibernian-Heart Motherwell FC Raith Rovers Dunfermline Athletic Kilmarnock FC                                                           |

| Club                               | Ville       |
| ---------------------------------- | ----------- |
| Aberdeen Football Club             | Aberdeen    |
| Celtic Football Club               | Glasgow     |
| Dundee United Football Club        | Dundee      |
| Dunfermline Athletic Football Club | Dunfermline |
| Heart of Midlothian Football Club  | Édimbourg   |
| Hibernian Football Club            | Leith       |
| Kilmarnock Football Club           | Kilmarnock  |
| Motherwell Football Club           | Motherwell  |
| Raith Rovers Football Club         | Kirkcaldy   |
| Rangers Football Club              | Glasgow     |

## Compétition

### Classement
Le classement est établi sur le barème de points classique (victoire à 2 points, match nul à 1, défaite à 0).
| Rang | Équipe                 | Pts | J  | G  | N  | P  | Bp | Bc | Diff |
| ---- | ---------------------- | --- | -- | -- | -- | -- | -- | -- | ---- |
| 1    | Rangers FC T           | 80  | 36 | 25 | 5  | 6  | 85 | 33 | +52  |
| 2    | Celtic FC              | 75  | 36 | 23 | 6  | 7  | 78 | 32 | +46  |
| 3    | Dundee United P        | 60  | 36 | 17 | 9  | 10 | 46 | 33 | +13  |
| 4    | Heart of Midlothian    | 52  | 36 | 14 | 10 | 12 | 46 | 43 | +3   |
| 5    | Dunfermline Athletic P | 45  | 36 | 12 | 9  | 15 | 52 | 65 | -13  |
| 6    | Aberdeen FC            | 44  | 36 | 10 | 14 | 12 | 45 | 54 | -9   |
| 7    | Kilmarnock FC C        | 39  | 36 | 11 | 6  | 19 | 41 | 61 | -20  |
| 8    | Motherwell FC          | 38  | 36 | 8  | 11 | 16 | 44 | 55 | -11  |
| 9    | Hibernian FC           | 38  | 36 | 9  | 11 | 16 | 38 | 55 | -17  |
| 10   | Raith Rovers           | 25  | 36 | 6  | 7  | 23 | 29 | 73 | -44  |

| Légende : Qualifications et relégations | Légende : Qualifications et relégations                                        |
| --------------------------------------- | ------------------------------------------------------------------------------ |
|                                         | Ligue des champions 1997-1998                                                  |
|                                         | Coupe d'Europe des vainqueurs de coupe 1997-1998                               |
|                                         | Coupe UEFA 1997-1998                                                           |
|                                         | Relégation en deuxième division                                                |
|                                         | T : Tenant du titre C : Vainqueurs de la Coupe d'Écosse de football P : Promus |

#### Play offs de relégation
- Hibernian FC 1-0 Airdrieonians
- Airdrieonians 2-4 Hibernian FC

Hibernian reste en première division. 

## Bilan de la saison
| Tableau d'honneur                |               |
| Compétition                      | Vainqueur     |
| Championnat d'Écosse de football | Rangers FC    |
| Coupe d'Écosse de football       | Kilmarnock FC |

| Promotions et relégations |                  |
| Promus                    | Saint Johnstone. |
| Relégués                  | Raith Rovers.    |

## Statistiques

### Meilleur buteur
- Jorge Cadete, Celtic Football Club : 25 buts